# Ichthyophis beddomei
Ichthyophis beddomei é um anfíbio gimnofiono da família Ichthyophiidae endémico da Índia.